# Nelson de la Rosa
Nelson de la Rosa (* 6. September 1968 bei San Miguel, Santo Domingo; † 22. Oktober 2006 in Providence) war ein dominikanischer Schauspieler mit einer Körpergröße von 72 cm und einem Gewicht von ca. 10 kg. Er galt damit als der kleinste Schauspieler der Welt.
De la Rosa spielte in den 1980er Jahren in italienischen Horrorfilmen wie die Hauptrolle in Ratman (1988), bevor er Mitte der 1990er Jahre international bekannt wurde. In diesem Jahrzehnt war er Gaststar in Venevisions Fernseh-Show Sábado Sensacional in Venezuela und wurde später als Gast von Don Franciscos Show "Sábado Gigante" eingeladen (beides Univision-Shows). Die entstehende Popularität verbreitete sich auch in anderen spanischsprachigen Ländern wie beispielsweise Puerto Rico, Mexiko und Spanien.
Im Jahre 1996 hatte er eine kleine Rolle in der Hollywood-Neuverfilmung von Die Insel des Dr. Moreau, unter anderem an der Seite von Marlon Brando. Diese Rolle von de la Rosa soll die Inspiration für die Figur des Mini-Me in Austin Powers gewesen sein.
Er starb 38-jährig in einem Krankenhaus in Providence im US-Bundesstaat Rhode Island, nachdem er drei Tage zuvor mit dem Flugzeug von Chile, wo er in einem Zirkus arbeitete, in die USA zurückgekehrt war. Als Todesursache wird von einem Herzinfarkt ausgegangen. Er hinterließ seine Ehefrau Jennifer und einen damals 9-jährigen Sohn.